# Cynthia Von Doom
Cynthia von Doom es un personaje ficticio que aparece en los cómics estadounidenses publicados por Marvel Comics. Ella es la madre del Doctor Doom.

## Historial de publicaciones
Cynthia von Doom apareció por primera vez en Astonishing Tales # 8 y fue creada por Gerry Conway, Gene Colan y Tom Palmer.

## Biografía ficticia
Cynthia era una hechicera en Zafiro, un grupo de romaníes que residen en Latveria.
Cynthia fue entrenada en hechicería por un místico latveriano que más tarde usaría el alias de "Dizzy the Hun".
Cynthia más tarde se casó con Werner von Doom, donde Torval del Zafiro tocaba el violín.
Cynthia fue posteriormente encarcelada en la torre por el Barón (el futuro rey Vladimir). Tuvo un encuentro con un prisionero llamado Lucas Cross a quien Cynthia reconoció como peligroso, ya que la prisión estaba invadida por vampiros. Algunas décadas más tarde, en el futuro, el Doctor Doom (al enterarse de la historia de su madre) envió a Blade al pasado para liberarla. Incluso cuando la liberó con la ayuda de Lucas Cross, trabajaron juntos para luchar contra un grupo de vampiros. Luego, Cynthia escapó.
Cynthia más tarde dio a luz a Victor von Doom.
Durante un tiempo, Cynthia dirigió al Zafiro con una mezcla de poder y compasión.
Una noche de verano, Cynthia lanzó un hechizo que convocó a Mephisto. Hizo un trato con él a cambio del poder de darle a su gente una patria merecedora, sin saber lo que traería el pacto con Mephisto. Ella irrumpió en el castillo del Barón, diciéndoles a los guardias que el Barón tiene hasta el amanecer para pagar a las personas contra las que había cometido crímenes, o ella arrasará todo el castillo. Cuando uno de los guardias se burló de ella por eso, ella le disparó un rayo de energía, y los otros guardias también murieron. Cynthia se dio cuenta de que no tenía control sobre esta magia. Cynthia fue luego herida por un guardia moribundo y huyó al bosque. Werner luego encontró su cuerpo y ella le contó lo que sucedió antes de morir. Werner enterró su cuerpo en una tumba sin nombre.
Dizzy the Hun luego pronunció el panegírico sobre su tumba.
En el funeral de Cynthia, Boris y los otros gitanos le dijeron a Werner que se llevara a Víctor y huyera antes de que el Barón se enterara de lo sucedido.
Werner llevó al Zafiro a huir antes del amanecer. Werner intentó tirar el baúl de objetos arcanos de Cynthia al río, pero reapareció en su carro tres noches después.
Debido a su muerte sin confesar, Cynthia fue condenada a una eternidad de condenación.
A lo largo de los años, Werner intentó destruir el baúl de Cynthia de varias formas, pero no pudo ser destruido. Se rindió y trató de perder el baúl de Cynthia entre sus escasas pertenencias.
En algún momento, el joven Victor von Doom descubrió el baúl de su madre lleno de pociones y extraños secretos científicos, lo que generó su interés por lo arcano. Mientras asistía a la Universidad Empire State, Víctor inventó el "Necrófono" y lo usó para comunicarse con su madre. Su espíritu vio que su madre estaba siendo torturada por Mephisto antes de ser devuelta a la Tierra donde la máquina explotó, dejando cicatrices en la cara de Víctor y consiguiendo que lo expulsaran de la universidad.
El Doctor Doom usó magia para convocar a Mephisto y acordó enfrentarse a él a cambio del alma de su madre.
Cada noche de verano, el Doctor Doom lanzaba un hechizo para llamar a los demonios (incluso al peor rey demonio) y luchar contra ellos en un duelo que perdió. Su último duelo fue con Kagrok el Asesino. Aunque lucharon hasta detenerse, el Doctor Doom fue derrotado de todos modos.
El Doctor Doom se alió con Morgan le Fay para obtener poderes mágicos con el fin de ayudar a liberar a su madre.
Una noche de verano, el Doctor Doom envió a sus Swarmbots para secuestrar a Franklin Richards de la Plaza de las Cuatro Libertades y llevarlo a Latveria. El Doctor Doom luego convocó a Mephisto y se ofreció a cambiar a Franklin Richards a cambio del alma de su madre. La reunión fue interrumpida por Kristoff Vernard, quien había convencido a los Doombots de que él era el verdadero Doctor Doom. Mephisto logró llevarse a Franklin Richards de todos modos. En ese momento, los poderes de Franklin Richards surgieron y amenazó con destruir a Mephisto. Mephisto no pudo manejar a Franklin y lo desterró de regreso a la Tierra. Desde la distancia, se mostró a alguien que podría ser Cynthia observando el encuentro de Franklin con Mephisto.
Habiendo obtenido el segundo lugar en el concurso Aged Genghis / Vishanti, el Doctor Doom recibió un premio por hacer una bendición con Doctor Strange. Hizo una solicitud al Doctor Strange para que lo llevara al infierno para enfrentarse a Mephisto y sus legiones. El Doctor Doom parecía haber traicionado al Doctor Strange para ofrecérselo a Mephisto a cambio del alma de su madre. Después de que Doctor Strange estuvo en las garras de Mephisto, Mephisto recreó el cuerpo de Cynthia y Cynthia se enteró de lo que el Doctor Doom tenía que negociar, haciendo que el cuerpo volviera a un estado escultural. Mephisto parecía tener las almas de Cynthia, Doctor Doom y Doctor Strange hasta que un dispositivo que trajo el Doctor Doom rompió el cristal de Mephisto, liberando al Doctor Strange. Los tres atacaron a Mephisto, quien se burló de sus ataques y desató la energía que sería suficiente para destruirlos. El Doctor Strange protegió a Cynthia de la efigie. El Doctor Strange luego permitió que el ataque de Mephisto lo destruyera. Habiéndose negado a abandonar el infierno bajo el pacto del Doctor Doom, Cynthia comenzó a pasar por la redención lo suficiente como para purificar su alma. Mephisto no podía tolerar el alma ahora pura de Cynthia y le permitió ascender a un plano superior. Mephisto luego permitió que Doctor Doom y Doctor Strange regresaran a la Tierra.
Cuando el Doctor Doom decidió tomar el manto de Iron Man, Cynthia von Doom lo vio hacer eso a través de su caldero.

## Poderes y habilidades
Cynthia von Doom tenía habilidades basadas en la magia, como un buen conocimiento de hechizos que le permitían contactar demonios y hacer tratos con ellos para obtener poder.

## En otros medios
- Cynthia von Doom aparece en el episodio "Mother of Doom" de The Super Hero Squad Show, con la voz de Charlie Adler. Esta versión se muestra en una versión femenina de la armadura del Doctor Doom y se mostró como encarcelada en la dimensión de Chthon. También se muestra que tiene poderes relacionados con las molestias en lugar de poderes místicos. Después de que el Doctor Doom conquista la dimensión de Chthon, libera a su madre, quien cambió su primer nombre a Coco (ya que Cynthia era demasiado "monótona"). Mientras el Doctor Doom atiende algunos asuntos, instruye a la Abominación y M.O.D.O.K. a monitorear a su madre y atenderla. Mientras está en Super Hero City con la Abominación y M.O.D.O.K., usa sus habilidades molestas en Hulk, que no puede atacar a una mujer. Cuando llegan los miembros del Escuadrón de Superhéroes que no están en la dimensión de Chthon, Hulk logra contraatacar. El trato del Doctor Doom con Chthon ha retirado a Coco a la dimensión de Chthon. Se la ve jugando a las cartas con la madre de Galactus y una versión mayor de Morgan le Fay. Coco von Doom les dice que ha encontrado otra forma de contactar a su hijo. Después de recibir muchas invitaciones de su madre en MaskFace, el Doctor Doom comenta que su madre es "malvada". El personaje aparece más tarde en "Pedicure and Facial of Doom", donde usa a Chthon para ayudar a convertir al Castillo Doom en un spa que tiene a Doombots como su personal para cuando Doctor Doom, M.O.D.O.K. y Abominación regresen. El Escuadrón de Superhéroes pudo derrotar a Coco von Doom y Chthon, quienes están en prisión preventiva para S.H.I.E.L.D. custodia, pero el Doctor Doom, M.O.D.O.K. y la Abominación escaparon.